# Luigi Diamante
Luigi Diamante (* 1904 in Udine; † 1971 in Fossalta di Portogruaro) war ein italienischer Maler und Zeichner.

## Leben
Diamante studierte im Kunstgymniasum in Venedig und arbeitete gleichzeitig als Zeichner in einem Architekturstudio. Aus dieser Periode hinterließ er eine Serie von Studien von Gebäuden und Monumenten von Udine, manche aus dem Jahr 1922.
In der zweiten Hälfte der 1920er Jahre schuf er seine ersten Zeichnungen und Ölgemälde. 1934 begann Diamante bekannt zu werden, indem er mit anderen Malern an verschiedenen Mostre Sindacali d’Arte in Udine teilnahm und fallweise in deren Exekutivausschuss mitwirkte.
1939 arbeitete er an der Dekoration der Apsis der Kirche in Nogaredo di Prato. 1944 arbeitete er mit dem Architekten Toso an der Erfassung der wichtigsten Monumentalgebäude von Udine, um die Evaluierung der Schäden der zu erwartenden Bombardierung zu ermöglichen. Im Jahre 1946 arbeitete er an der Dekoration der Fassaden der Kirchen von Manzano und Soleschiano.
Von 1947 bis zu seinem Tod lehrte er das Zeichnen in der Mittelschule „A. Manzoni“ in Udine. Während der 1950er und 1960er Jahre malte er weiter und unternahm einige Reisen in Italien und ins Ausland auf den Spuren von Tiepolo (in Deutschland und Österreich im Jahr 1962) und den Impressionisten (Frankreich 1964). Aus diesen Reisen sind eine Menge von Skizzen und Zeichnungen übriggeblieben. Gleichzeitig machte er zahlreiche Ausstellungen.
Luigi Diamante hat über 400 Ölgemälde und mehrere Hundert Werke mit verschiedenen Techniken (Aquarell, Tempera, Pastellmalerei, Zeichnungen und andere) hinterlassen.

## Bibliographie
- III Mostra Sindacale d’Arte, Katalog, 1936
- IV Mostra Sindacale d’Arte, Katalog, 1938
- Archivio storico d’arte contemporanea Biennale di Venezia, 1952
- La revue moderne des arts et de la vie, Paris, 1968
- Dino Menichini, Giancarlo Pauletto, Luciano Padovese, Diamante, Edizioni d’Arte, Centro di iniziative culturali di Pordenone, 1974
- Licio Damiani, Arte del Novecento in Friuli, Del Bianco editore, 1982
- Acquisizioni e restauri, Musei Civici di Pordenone, 1983
- Luigina Bortolatto, La realtà dell’immaginario: opere d’arte del XX secolo nelle Raccolte Pubbliche delle Regioni Friuli V.G., Trentino A.A., Veneto, Treviso: Soc. Industriale Tipografica, 1987
- Licio Damiani, La Provincia e l’arte – 100 opere di pittura e scultura del ’900 di proprietà dell’Amministrazione Provinciale di Udine, Centro iniziative per l’arte e la cultura, 1988
- Giancarlo Pauletto, Il Veneto orientale nei disegni di Luigi Diamante, Latisana: La Bassa, 1990
- Giancarlo Pauletto, I colori della terra – Arte e vita contadina nella Destra Tagliamento, 1900–1960, Provincia di Pordenone e Regione Friuli V.G., 1997
- Licio Damiani, Friuli-Venezia Giulia: L’arte del novecento, Biblioteca dell’immagine, Pordenone, 2001
- Giancarlo Pauletto, I volti dell’arte: autoritratti e ritratti d’artista nel Friuli occidentale, 1882–1984, Katalog, Museo Civico d’Arte, Pordenone, 2005